# Museo Ferroviario di Torreón
Il Museo Ferroviario di Torreón è un museo del patrimonio ferroviario della città di Torreón, nello stato di Coahuila in Messico, ha l'obiettivo di salvare e diffondere la storia della ferrovia nella "Comarca Lagunera" e la sua rilevanza per la storia nazionale delle ferrovie Messicane.

## Storia
Il museo venne inaugurato il 7 novembre 1998 è stato creato in due fasi. Nella prima fase sono state aperte al pubblico due sale espositive, (una per la collezione permanente del museo e l'altra per le mostre temporanee), la fucina e una zona all'aperto dove sono esposti macchinari di diverse epoche della storia della ferrovia. In questa fase, la collezione del museo era composta da fotografie, libri, documenti, una cartoteca con mappe e piante dell'Ottocento e oggetti vari. La seconda fase è iniziata con il restauro di alcuni carri ottocenteschi e la sua inaugurazione è avvenuta il 10 settembre 1999. I carri restaurati svolgono oggi diverse funzioni all'interno del museo. L'ingresso al museo è a pagamento, la domenica l'ingresso è gratuito.

## Descrizione

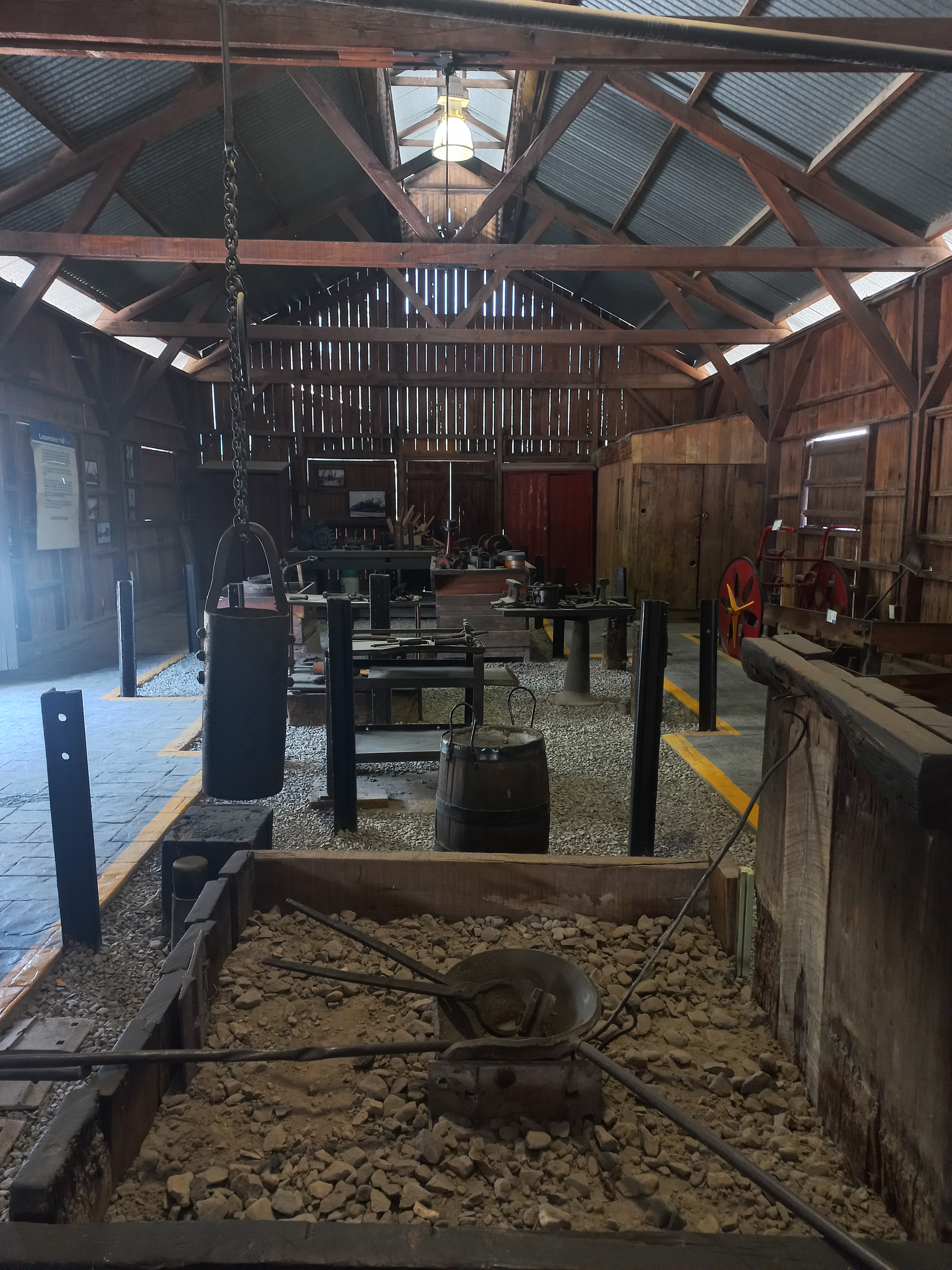
Interno delle fucine del Museo

Il Museo Ferroviario si trova in un edificio che risale al 1907 e faceva parte degli edifici di manutenzione della locomotive e dei vagoni, della prima e della seconda stazione ferroviaria di Torreón, che ha funzionato dal 25 ottobre 1930 alla metà degli anni '60. In seguito, vi operarono officine di falegnameria e la fucina delle Ferrovie Nazionali del Messico (FNM). Il restauro dell'edificio, ad opera dell'architetto Mario Mujica Encerrado, è stato effettuato nel 1997. All'ingresso del museo è esposta la locomotiva a vapore nº 1140, fabbricata nel 1920 ed entrata in servizio nel 1924, visibile anche dal viale di fronte.

## Collezioni

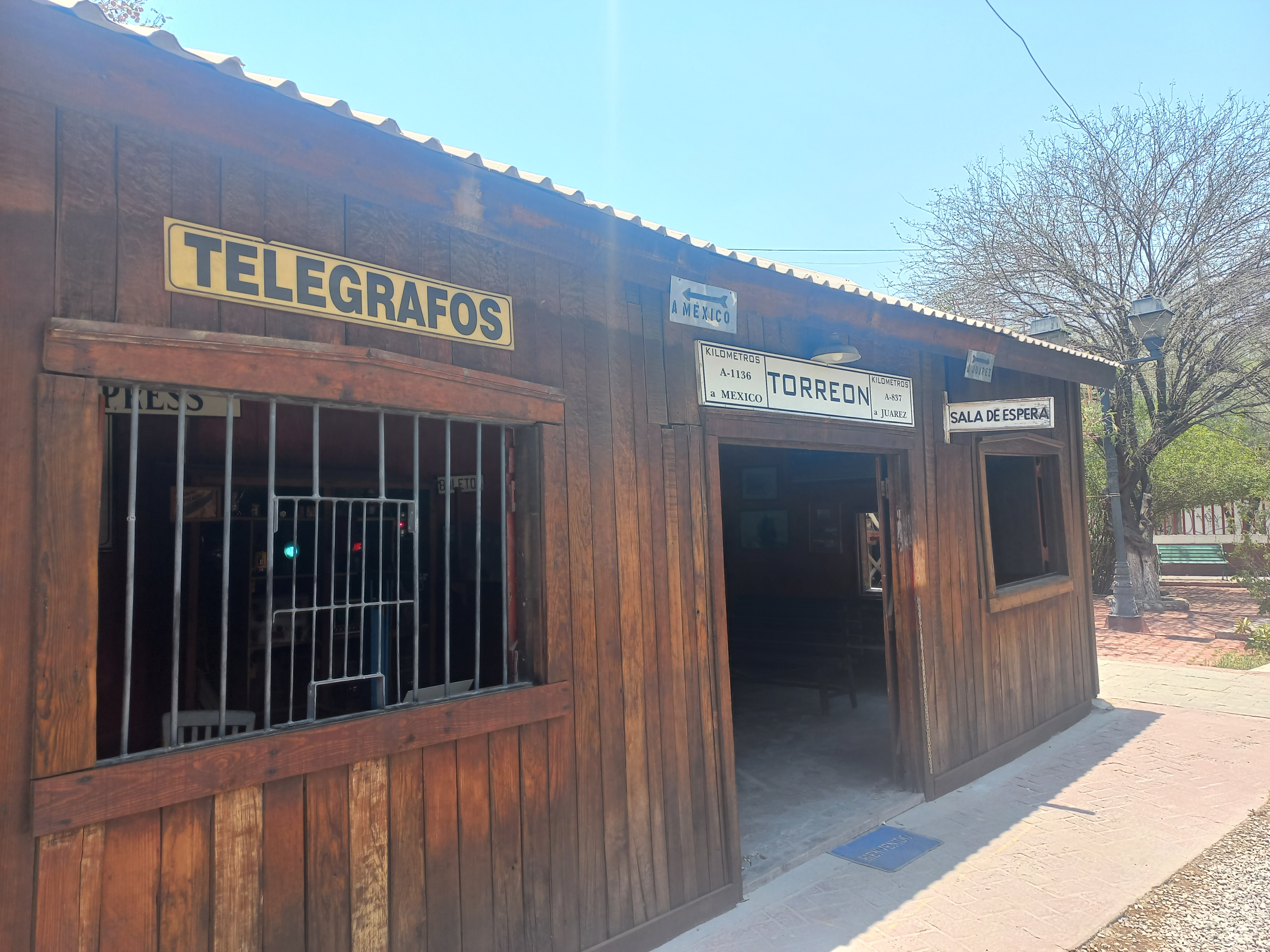
Ricostruzione della stazioncina di paese con ufficio del telegrafo

Il museo è suddiviso in quattro sale che erano gli edifici ferroviari dell'epoca, la più grande è l'ex fucina, dove sono esposti 2000 pezzi, quali attrezzi, chiavi e altro materiale per le riparazioni dei treni, un'altra sala espone documenti, foto e libri, vi sono inoltre cartine geografiche e progetti di costruzione delle linee ferroviarie risalenti al XIX secolo delle NdeM. Alcuni carri fungono da sala giochi con attività interattive per i bambini, un vagone noto come "Vagón de la ciencia", che apparteneva alla Union Pacific ed è stata dotata dal Consejo Estatal de Ciencia y Tecnología, (Consiglio di Stato della Scienza e della Tecnologia), di apparecchiature informatiche. Il vagone "Jesús García Corona, héroe de Nacozari", era un vagone scuola e ora è una sala audiovisiva dove vengono proiettati viseo sulla storia del museo e della ferrovia Messicana. C'è anche un "carro-campamento", che è una vera è propria casa, in cui si può vedere il letto, la cucina, la tavola e altri oggetti dell'epoca, che venivano usati dai dipendenti delle ferrovie durante i viaggi di manutenzione, che richiedevano vari giorni di operazione. È presente anche la ricostruzione di una stazioncina di paese, con all'interno la sala d'aspetto e l'ufficio del telegrafo.

### Il plastico ferroviario
Un'atra attrazione del museo è un plastico che riproduce in scala la vecchia stazione ferroviaria, (oggi scomparsa), che funzionò dal 25 ottobre 1930, fino alla metà del 1960, quando tutte le operazioni ferroviarie vennero spostate nella nuova stazione attualmente esistente. Sono stati ricreati i vecchi edifici dell'epoca con i relativi binari, percorsi da modellini in scala. È stato creato dall'architetto Jorge Monjarrez Gutiérrez nel 1999. Il plastico riproduce, (secondo molti in maniera un poco fantasiosa), l'edificio principale della stazione ferroviaria e mostra alcuni dei percorsi che un tempo percorrevano i treni e che ora sono strade cittadine.

### La locomotiva nº 1140

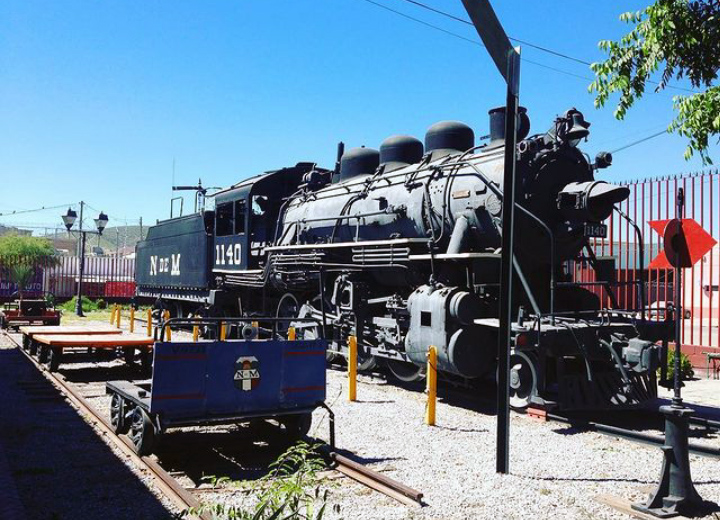
La locomotiva nº1140 "La que el Tiempo se llevó"

La locomotiva 1140 denominata "La que el Tiempo se Llevó", una vecchia locomotiva a vapore del peso di 145 tonnellate e un diametro di 1,20 metri, posizionata su un piedistallo alto due metri, inizialmente venne posta il 1° novembre 1971 di fronte alla nuova stazione ferroviaria inaugurata nel 1956, è stata poi spostata dalla sua sede originaria alle strutture del Museo Ferroviario di Torreón il 20 settembre 1998. Ciò ha richiesto un grande lavoro di diverse ore per il trasporto, nonostante si trattasse di un percorso di soli 1200 metri. Rafael Cisneros, ex dipendente delle FNM, in quel momento disse:
(ES): “Tal vez para otras personas lo sucedido el día de hoy no tenga mayor relevancia, pero para quienes nacimos y vivimos de la actividad del ferrocarril es muy simbólico y emocionante, particularmente en el caso de esta antigua máquina que manejó mi padre, Justo Cisneros Covarrubias, durante 45 años, la sentimos como parte nuestra”.
(IT): "Forse per altre persone quello che è successo oggi non ha molta rilevanza, ma per quelli di noi che sono nati e vivono dell'attività della ferrovia è molto simbolico ed emozionante, in particolare nel caso di questa vecchia macchina che mio padre, Justo Cisneros Covarrubias, ha guidato per 45 anni, la sentiamo come parte di noi".

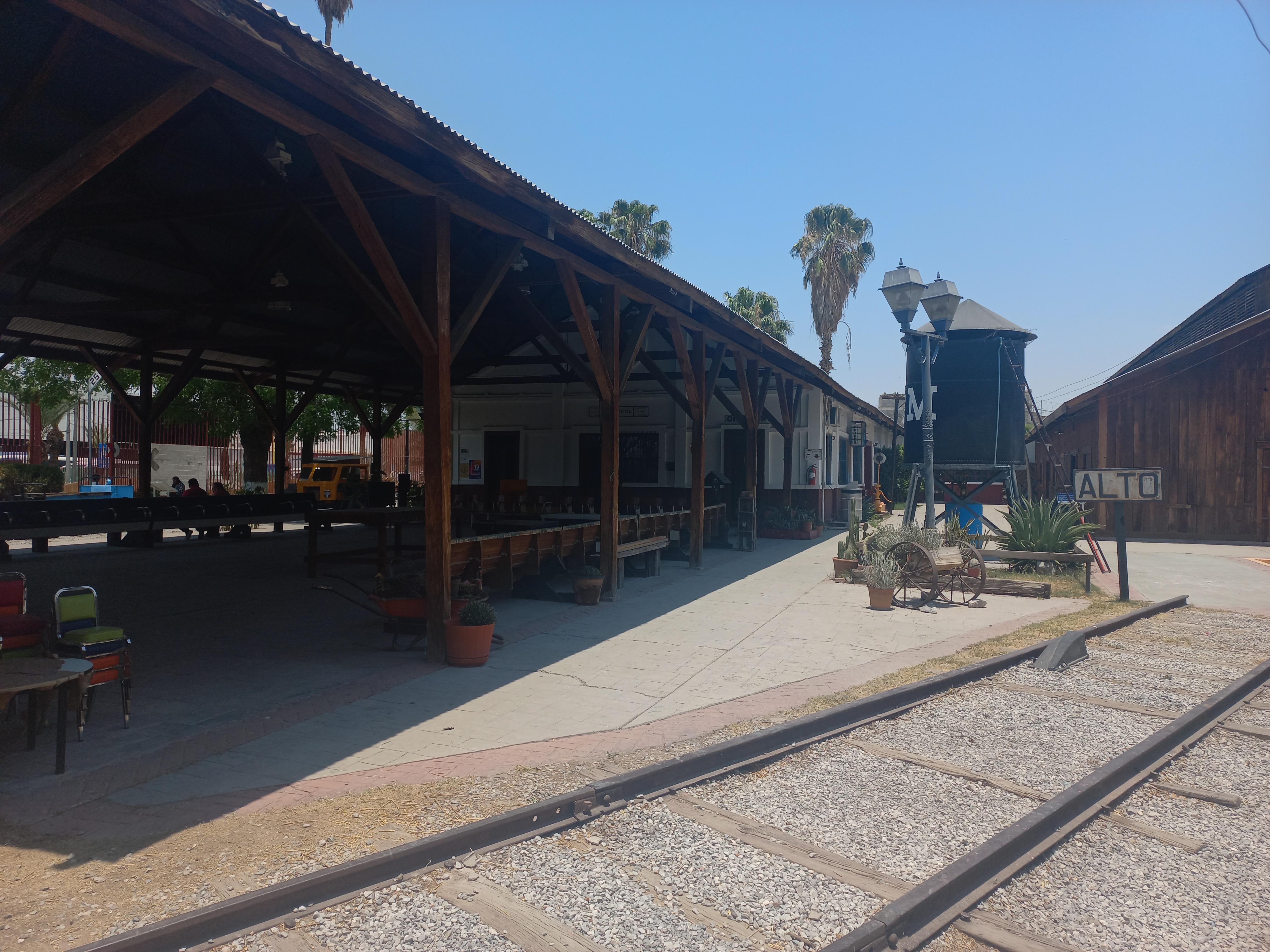
Interno del Museo del Ferrocarril